# 塔拉西夫卡 (赫爾松區)
塔拉西夫卡（烏克蘭語：Тарасівка），亦译为塔拉索夫卡，是烏克蘭南部赫爾松州赫尔松区维诺赫拉多韦市镇内的村落。始建於1845年，面積38.5平方公里，海拔高度12米，2001年人口2,092，人口密度每平方公里54.3人。